# خوان أغويرو
خوان أغويرو (بالإسبانية: Juan Bautista Agüero Sánchez)‏ (24 يونيو 1935 – 28 ديسمبر 2018) هو لاعب كرة قدم. يلعب مع منتخب باراغواي لكرة القدم. سبق له أن لعب في كأس العالم لكرة القدم مع منتخب بلاده.

## روابط خارجية
- خوان أغويرو على موقع الاتحاد الدولي (مؤرشف)  (الإنجليزية)
- خوان أغويرو على موقع قاعدة بيانات كرة القدم.إي يو (الإنجليزية)
- خوان أغويرو على موقع ناشيونال فوتبول تيمز (الإنجليزية)